# Abli
Abli fue un poeta español del siglo IX de nuestra era, nacido en un pueblo vecino de Guadix concretamente en Abla (Almería) y muerto en la ciudad de Elvira (Granada) y su verdadero nombre era Abderramán ben Ahmet, pero como acontece mucho entre los árabes, es más conocido por el sobrenombre de Abli o Ebli, por ser natural de Abla.

De este escritor de la Edad Media, por desgracia, solo se conservan fragmentos muy pequeños de sus composiciones u obras y cuentan los historiadores lo siguiente: cuando Said entró por fin en Elvira (antigua ciudad de la provincia de Granada), Abli se presentó ante él y le recitó unos versos que había compuesto en su honor (después de haberse mostrado anteriormente enemigo suyo). Said, orgulloso, sin recordar que aquella misma persona había compuesto sátiras contra él, "hízole mil regalos y diole mil parabienes" por su talento, conducta que llenó de asombro a sus capitanes y uno de ellos mostró su extrañeza con estas palabras: ¿Cómo, Emir, cuentan que le dijo, das dinero a un hombre que ha sido el primer agitador del pueblo y que ha excitado la gente contra nosotros?.
La cólera entonces cegó a Said, que creyó haber sido juguete en manos del astuto Abli e incontinente, dio orden que prendiesen al poeta y le dieran muerte y posteriormente mandó que su cuerpo fuese arrojado a un foso.